# Vault of Death
Vault of Death is, volgens de originele uitzending, de dertiende aflevering van Thunderbirds, de Supermarionation-televisieserie van Gerry Anderson. De aflevering werd voor het eerst uitgezonden op ATV Midlands op 23 december 1965.
De aflevering was echter de 7e die geproduceerd werd. Derhalve wordt de aflevering tegenwoordig vaak als 7e aflevering in de serie uitgezonden.

## Verhaal
Op een mistige nacht staat een agent op wacht buiten de Bank of England in Londen. Hij wordt benaderd door Lady Penelope, die beweert verdwaald te zijn en de weg vraagt naar de Tower of London. Voordat de agent kan reageren, krijgt hij van achteren een zakdoek met chloroform in het gezicht gedrukt door Parker. De twee verstoppen de bewusteloze agent, schakelen het alarm uit, en blazen het slot van de deur op met een plastic explosief. Eenmaal binnen begint Parker de bankkluis te kraken met enkel de hulp van een stethoscoop.
Wanneer het hem na twee uur lukt de kluis te openen, gaat het licht in de bank aan en komen een aantal bankmedewerkers tevoorschijn die Penelope en Parker feliciteren. De inbraak was slechts in scène gezet door bankdirecteur Lord Silton, zodat die eindelijk kan bewijzen dat de huidige kluis niet meer deugt en vervangen moet worden door een betere. Op weg naar de villa onthult Parker dat hij slechts één ander persoon kent die waarschijnlijk ook de kluis binnen twee uur zou kunnen kraken, maar dat die persoon momenteel “uit de routine is”. Op dat moment wordt in de gevangenis Parmoor Scrubs de ontsnapping van een van de gevangenen ontdekt. De ontsnapte gevangene verstopt zich in een vuilnisbak.
De volgende dag wordt de nieuwe kluis geïnstalleerd. Voor sluitingstijd van de bank controleren Lord Silton en zijn assistent Lovegrove of alle medewerkers de kluis hebben verlaten. Alleen medewerker Lambert is absent, maar anderen beweren dat ze hem eerder hebben zien vertrekken. Ervan overtuigd dat de kluis leeg is, sluit Lord Silton de deur met zijn unieke elektronische sleutel. De kluis zal de komende twee jaar dicht blijven. Na het sluiten van de deur wordt langzaam de lucht eruit gepompt omdat papier veel beter bewaard blijft in een vacuüm. Daarna vertrekt hij voor een diner bij Lady Penelope. Zonder dat de twee heren het weten is Lambert echter teruggekeerd nadat zijn collega’s hem zagen vertrekken, en hij zit nu in de kluis opgesloten.
Lambert, een workaholic, is in de kluis nog druk aan het werk en heeft niet door dat de lucht weggepompt wordt. Wanneer hij Lambert niet kan vinden, begint Lovegrove te vermoeden dat hij wellicht toch nog in de kluis zit. Zijn pogingen Lambert op te roepen hebben geen effect aangezien Lambert de radio heeft afgezet om ongestoord door te kunnen werken. Lovegrove besluit om Lord Silton op te roepen via het noodsignaal van de bank.
In de Creighton-Ward-villa leest Parker ondertussen in de krant dat zijn oude celmaat, vingervlugge Fred, ontsnapt is uit de gevangenis. Wanneer Parker thee serveert aan Penelope en Silton, gaat Siltons alarm af in zijn tas: het teken dat er iets dringends gaande is bij de bank. Parker laat van schrik per ongeluk de thee vallen. Terwijl hij zogenaamd spullen gaat halen om het op te ruimen, luistert hij mee wat Penelope en Silton zeggen. Silton roept Lovegrove op via de videofoon, maar Parker saboteert het toestel voordat Lovegrove kan zeggen wat er gaande is. Silton wil nu zo snel mogelijk naar Londen en Penelope beveelt Parker de FAB 1 klaar te zetten. Parker wil om een of andere reden tijdrekken, en neemt een verkeerde afslag.
Met nog maar 90 minuten te gaan en geen contact met Lord Silton, besluit Lovegrove International Rescue op te roepen. Jeff stuurt Scott in Thunderbird 1 en Virgil en Alan in Thunderbird 2 naar Engeland. Het plan van de twee is om met de Mole een tunnel de kluis in te graven. Maar dat blijkt niet mogelijk vanwege de vele ondergrondse kabels in het gebied. Virgil en Alan proberen dan met snijbranders de deur te openen, maar dat heeft geen effect.
Ondertussen zet Parker de FAB 1 op een doodlopende weg. Penelope gelooft niet dat hij verdwaald is en eist te weten wat er werkelijk gaande is en waarom hij Lord Silton niet naar de bank wil brengen. Parker bekent dat Vingervlugge Fred hem in de gevangenis vertelde dat hij ooit de Bank of England zou beroven. Parker vermoedt dat nu Fred ontsnapt is, de noodsituatie bij de bank vermoedelijk Freds inbraak is. Parker wil niet verstoren wat voor zijn oude vriend de kroon op het werk is. Penelope kan dat ergens wel begrijpen, en besluit zelf naar Londen te rijden. Met alle gevolgen van dien. Ze rijdt bijna de doodlopende weg af, ontwijkt maar net een paar bomen en doet een andere auto tegen een boom botsen.
In de bank geven Virgil en Alan hun pogingen zich een weg door de deur te branden op. Ze vragen het hoofdkwartier om raad, en Oma Tracy komt met een idee. Ze vertelt hen over de oude metro van Londen. De metro is al jaren geleden in onbruik geraakt toen het nieuwe monorailnetwerk werd aangelegd, maar de oude tunnels bestaan wellicht nog. Virgil en Alan ontdekken dat de tunnels inderdaad nog bestaan, en dalen af in de metrogangen op hun hoverbikes. Ondertussen in de kluis ontdekt Lambert dat het behoorlijk benauwd begint te worden, en ontdekt hij eindelijk dat hij opgesloten is. Virgil en Alan bereiken het station Bank/Monument waar de kluis boven ligt, en plaatsen explosieven.
Penelope zet de FAB 1 buiten de bank en besluit dat ze maar eens vaker moet rijden, zich niet bewust van het feit dat Parker en Silton doodsangsten hebben uitgestaan op de achterbank door haar rijgedrag. Eenmaal binnen is er nog maar 1 minuut voordat alle lucht uit de kluis is gepompt. Lovegrove vraagt Silton de kluis te openen, maar die blijkt zijn koffertje bij Penelope thuis te hebben laten liggen. Parker inspecteert snel het slot van de elektronische sleutel, en vraagt Penelope om een van haar haarspelden.
Virgil en Alan slagen erin de kluis binnen te dringen door middel van de explosieven. Lambert was net op dat moment van plan zelf International Rescue op te roepen, en is dan ook zeer verbaasd over hoe snel ze ter plekke zijn. Op datzelfde moment opent Parker de kluisdeur met Penelopes haarspeld. Lambert is gered, maar Silton en Lovegrove zijn geschokt over hoe snel Parker hun kluis wist te kraken. Ze besluiten de oude kluis maar weer terug te zetten, aangezien Parker daar ten minste nog twee uur over deed.
Later, in de FAB 1, verklaart Parker aan Penelope dat hij de oude kluis veel sneller had kunnen kraken, maar zijn publiek niet teleur wilde stellen. Hij is allang blij dat het noodgeval niets met vingervlugge Fred te maken had. Op dat moment breekt vingervlugge Fred alsnog in bij de bank, enkel om te ontdekken dat al twee groepen hem voor zijn geweest.

## Rolverdeling

### Reguliere stemacteurs
- Jeff Tracy — Peter Dyneley
- Scott Tracy — Shane Rimmer
- Virgil Tracy — David Holliday
- Alan Tracy — Matt Zimmerman
- Gordon Tracy — David Graham
- John Tracy — Ray Barrett
- Oma Tracy — Christine Finn
- Brains — David Graham
- Tin-Tin — Christine Finn
- Kyrano — David Graham
- Lady Penelope Creighton-Ward — Sylvia Anderson
- Aloysius Parker — David Graham

### Gastrollen
- Politieagent — David Graham
- Lord Silton — Peter Dyneley
- Lovegrove — Ray Barrett
- Taylor — David Graham
- Carter — Shane Rimmer
- Moore — David Graham
- Longman — Peter Dyneley
- Lambert — David Graham
- Barrett — David Graham
- Lil — Sylvia Anderson
- Vingervlugge Fred — David Graham

## Machines
De machines en voertuigen in deze aflevering zijn:
- Thunderbird 1
- Thunderbird 2 (met capsule 5)
- Thunderbird 5
- FAB1
- Hoverbikes

## Fouten
- De stem van Carter, een andere medewerker van de bank, wordt eerst gedaan door Shane Rimmer en later opeens door David Graham.
- Virgil en Alan komen aan bij het station Bank/Monument door een tunnel vanaf het station Piccadilly Circus. In werkelijkheid liggen beide stations op heel andere metrolijnen.

## Trivia
- Vault of Death is de enige aflevering waarin een deel van een echt gezicht te zien is. Het oog van Judith Shutt, een poppenspeelster die ook de close-ups voor Lady Penelopes hand doet, speelde even Lady Penelope die door een kijkgaatje kijkt in de openingsscène.
- Ray Barretts stem voor Lovegrove is een imitatie van de inmiddels overleden acteur Sir John Gielgud.
- Oma vertelt dat toen ze nog klein was haar oma haar vertelde over de metro. Dit betekent dat de metro van Londen in de Thunderbirdsserie al sinds eind twintigste eeuw buiten gebruik is.